# Ahmed Zaki Yamani

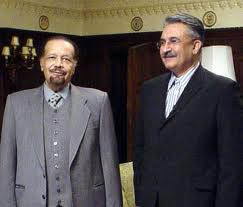
Ahmed Zaki Yamani (links)

Ahmed Zaki Yamani (Mekka, 30 juni 1930 - 23 februari 2021) was een Saoedi-Arabisch diplomaat die gedurende 24 jaar minister van Petroleum en Minerale Hulpbronnen was.
Yamani werd geboren in een familie van islamitische juristen van Jemenitische origine. Hij studeerde rechten in Caïro, New York en aan de Harvard-universiteit. In 1958 werd hij juridisch adviseur van de ministerraad van Saoedi-Arabië. Hij stelde mee de antislavernijwet van het land op. In 1960 werd hij door koning Saoed benoemd tot minister alhoewel hij niet van koninklijken bloede was. Twee jaar later kreeg hij de belangrijke ministerpost van Petroleum en Minerale Hulpbronnen. In 1968 was hij een van de leidende figuren bij de oprichting van de OAPEC (Organisatie van Arabische olie-exporterende landen). Hij was ook een leidende figuur in de OPEC (Organisatie van olie-exporterende landen). In 1973 trad hij op het wereldtoneel toen hij een rondreis maakte door Europa naar aanleiding van de olieboycot. De resulterende stijging van de olieprijs zorgde voor sterk stijgende inkomsten voor Saoedi-Arabië. Aan het begin van zijn ministerschap toonde Yamani zich een tegenstander van nationalisaties. Maar in 1976 slaagde hij er wel in oliebedrijf Aramco volledig in Saoedische handen te krijgen.
In maart 1975 werd Yamani samen met tien andere olieministers van OPEC gegijzeld door terrorist Carlos de jakhals. Pas nadat ze naar Algerije waren gevlogen werden Yamani en zijn Iraanse collega Jamshid Amouzegar als laatsten vrijgelaten (zie: OPEC-gijzeling). 
In 1986 werd Yamani door koning Fahd ontslagen als minister. Hij leefde daarna voornamelijk in Zwitserland en hield zich bezig met vraagstukken omtrent de energiebevoorrading en het behoud en de studie van oude Arabische en islamitische manuscripten. Tijdens zijn carrière had Yamani grote rijkdom verworven. Hij huwde tweemaal, in 1955 en in 1975, en kreeg zeven kinderen.